# Skotniki (województwo mazowieckie)
Skotniki – osada w Polsce położona w województwie mazowieckim, w powiecie sochaczewskim, w gminie Teresin.
Wieś szlachecka położona była w drugiej połowie XVI wieku w powiecie sochaczewskim ziemi sochaczewskiej województwa rawskiego. W latach 1975–1998 miejscowość położona była w województwie skierniewickim.
Znajduje się tu pałac rodziny Rostropowiczów, przodków Mstisława Rostropowicza.
Zaprojektowany i zbudowany został w 1862 roku przez znanego warszawskiego architekta i budowniczego Józefa Antoniego Boretti, dla swojego brata ciotecznego Hannibala Władysława Rostropowicza.